# Matt Cullen
Matthew David Cullen (Virginia (Minnesota), 2 de novembro de 1976)  é um jogador profissional de hóquei no gelo estadudense que atua na posição de central pelo Pittsburgh Penguins, da NHL.

## Carreira
Matt Cullen foi draftado na 35º pelo Mighty Ducks of Anaheim no Draft de 1996.

## Títulos

### Carolina Hurricanes
- Stanley Cup: 2006

### Pittsburgh Penguins
- Stanley Cup: 2016, 2017